# Amnat Ruenroeng
Amnat Ruenroeng (Thai: อำนาจ รื่นเริง, manchmal auch Amnat Ruanroeng; * 18. Dezember 1979 in Si Racha) ist ein thailändischer Profiboxer und ehemaliger IBF-Weltmeister im Fliegengewicht.

## Amateurkarriere
Amnat Ruenroeng bezeichnet sich selbst als ehemaligen "Straßenkämpfer", der im Alter von zwölf Jahren mit der Kampfsportart Muay Thai begann. Aufgrund mehrerer Straftaten, darunter einem Raubüberfall auf einen Touristen, wurde er zu einer mehrjährigen Gefängnisstrafe verurteilt. In der Haftanstalt nahm er einem Boxprogramm zur Resozialisierung teil und wurde 2007 aufgrund seines Talents in den B-Kader der thailändischen Nationalmannschaft im Boxen aufgenommen.
Noch 2007 nahm er an einem der renommiertesten internationalen Boxturniere Asiens, dem seit 1975 jährlich ausgetragenen Kings Cup in Bangkok teil. Dort ersetzte er den aufgrund einer Verletzung ausgefallenen A-Boxer Suban Pannon und erreichte überraschend das Finale, wobei er im Halbfinale den amtierenden Weltmeister Zhou Shiming besiegen konnte. Erst beim Kampf um die Goldmedaille unterlag er knapp mit 12:14 gegen Scheralij Dostijew, der bei der letzten WM im Halbfinale gegen Shiming verloren und Bronze gewonnen hatte.
Ruenroeng wurde anschließend fixer Bestandteil des A-Kaders und startete einige Wochen später bei den Asienmeisterschaften 2007 in Ulaanbaatar, unterlag jedoch diesmal gegen Shiming in der Vorrunde. Bei den Weltmeisterschaften 2007 in Chicago erreichte er hingegen mit Siegen unter anderem gegen Veaceslav Gojan und Howhannes Danieljan das Halbfinale, wo er beim Kampf um den Final-Einzug gegen Harry Tañamor ausschied und Bronze gewann. Im Dezember 2007 gewann er zudem noch die Goldmedaille bei den Südostasienspielen in Korat.
2008 gewann er schließlich auch den Kings Cup und besiegte dabei unter anderem Kazuto Ioka und Kaew Pongprayoon. Im Folgemonat gewann er zudem die Silbermedaille beim französischen International Tournament von Saint-Quentin, als er im Finale knapp mit 12:15 gegen Nordine Oubaali unterlegen war. Aufgrund seiner Erfolge konnte er auch an den Olympischen Spielen 2008 in Peking teilnehmen und gewann in der Vorrunde gegen Jack Willie, sowie im Achtelfinale gegen Winston Méndez, ehe er im Viertelfinale gegen den späteren Silbermedaillengewinner Pürewdordschiin Serdamba mit 2:5 ausschied.
Im April 2009 gewann er erneut den Kings Cup und startete im Juni 2009 bei den Asienmeisterschaften in Zhuhai, wo er im Halbfinale mit 2:4 gegen Suranjoy Singh verlor und Bronze gewann. Im Viertelfinale hatte er Azat Usenaliyev bezwungen. Im September 2009 erreichte er bei den Weltmeisterschaften in Mailand durch Siege gegen Artem Dalakjan, Juan Payano und Shahriyor Isakov das Viertelfinale, wo er beim Kampf um den Einzug in die Medaillenränge mit 5:7 gegen Michail Alojan ausschied. Im Dezember 2009 gewann er dafür erneut die Goldmedaille bei den Südostasienspielen in Vientiane.
2010 gewann er zum dritten Mal in Folge den Kings Cup und startete bei den Asienspielen 2010 in Guangzhou, wo er im Halbfinale wieder gegen Zou Shiming unterlag und eine Bronzemedaille gewann. Eine weitere Bronzemedaille gewann er 2011 beim russischen Konstantin Korotkov Tournament in Chabarowsk, nachdem er im Halbfinale gegen Pak Jong-chol unterlegen war.

## Profikarriere
Amnat Ruenroeng bestritt sein Profidebüt am 18. Mai 2012 in Thailand. Er gewann elf Kämpfe in Folge und dabei auch die Titel IBF Asia und IBF Pan Pacific, ehe er am 22. Januar 2014 den vakanten IBF-Weltmeistertitel im Fliegengewicht gewinnen konnte. Er besiegte dabei Rocky Fuentes einstimmig nach Punkten. Anschließend verteidigte er den Titel jeweils knapp nach Punkten gegen Kazuto Ioka und McWilliams Arroyo, sowie jeweils einstimmig nach Punkten gegen Zhou Shiming, John Casimero und Myung Lee. Beim Rückkampf gegen Casimero am 25. Mai 2016 verlor Ruenroeng durch Knockout in der vierten Runde.
Nach der Bekanntgabe, dass bei den Olympischen Spielen 2016 in Rio de Janeiro erstmals Profiboxern die Teilnahme gestattet werde, startete Ruenroeng im Juli 2016 beim Qualifikationsturnier in Vargas. Im Leichtgewicht konnte er sich dabei mit Siegen gegen Artur Bril und Carmine Tommasone einen Startplatz erkämpfen. Bei den Olympischen Spielen im August 2016 gewann er in der Vorrunde gegen Ignacio Perrin, schied jedoch im Achtelfinale gegen Sofiane Oumiha aus.
Zurück bei den Profis erzielte er bis April 2019 drei Siege und zwei Niederlagen. Sein nächster Kampf war erst für ein Jahr später, im Mai 2020 gegen Srisaket Rungvisai geplant. Dieser wurde jedoch aufgrund der COVID-19-Pandemie auf den 1. August 2020 verschoben. Den Kampf verlor Ruenroeng einstimmig nach Punkten.